# Castagnac
Castagnac ist eine französische Gemeinde mit 326 Einwohnern (Stand 1. Januar 2022) im Département Haute-Garonne in der Region Okzitanien.

## Geografie
Castagnac liegt 24 Kilometer nordwestlich von Pamiers. Das Flüsschen Lèze berührt das Gemeindegebiet.

## Einwohnerentwicklung
- 1962: 228
- 1968: 264
- 1975: 212
- 1982: 188
- 1990: 161
- 1999: 204
- 2006: 272
- 2017: 288
- 2019: 279

## Sehenswürdigkeiten
Das Schloss wurde am Ende des Mittelalters erbaut. Es bestand aus einem quadratischen Wohnturm mit vier runden Türmen an den Ecken. Das Gebäude wurde im 15. Jahrhundert, im 18. und im 19. Jahrhundert umgebaut. Es ist teilweise in das Zusatzverzeichnis der Monuments historiques (historischen Denkmale) eingetragen. Ein Wassergraben umgibt das Schloss.
Die gotische Kirche Saint-Sébastien in Castagnac beherbergt eine Glocke, die 1531 gegossen wurde. Sie ist seit 1922 als Monument historique klassifiziert.

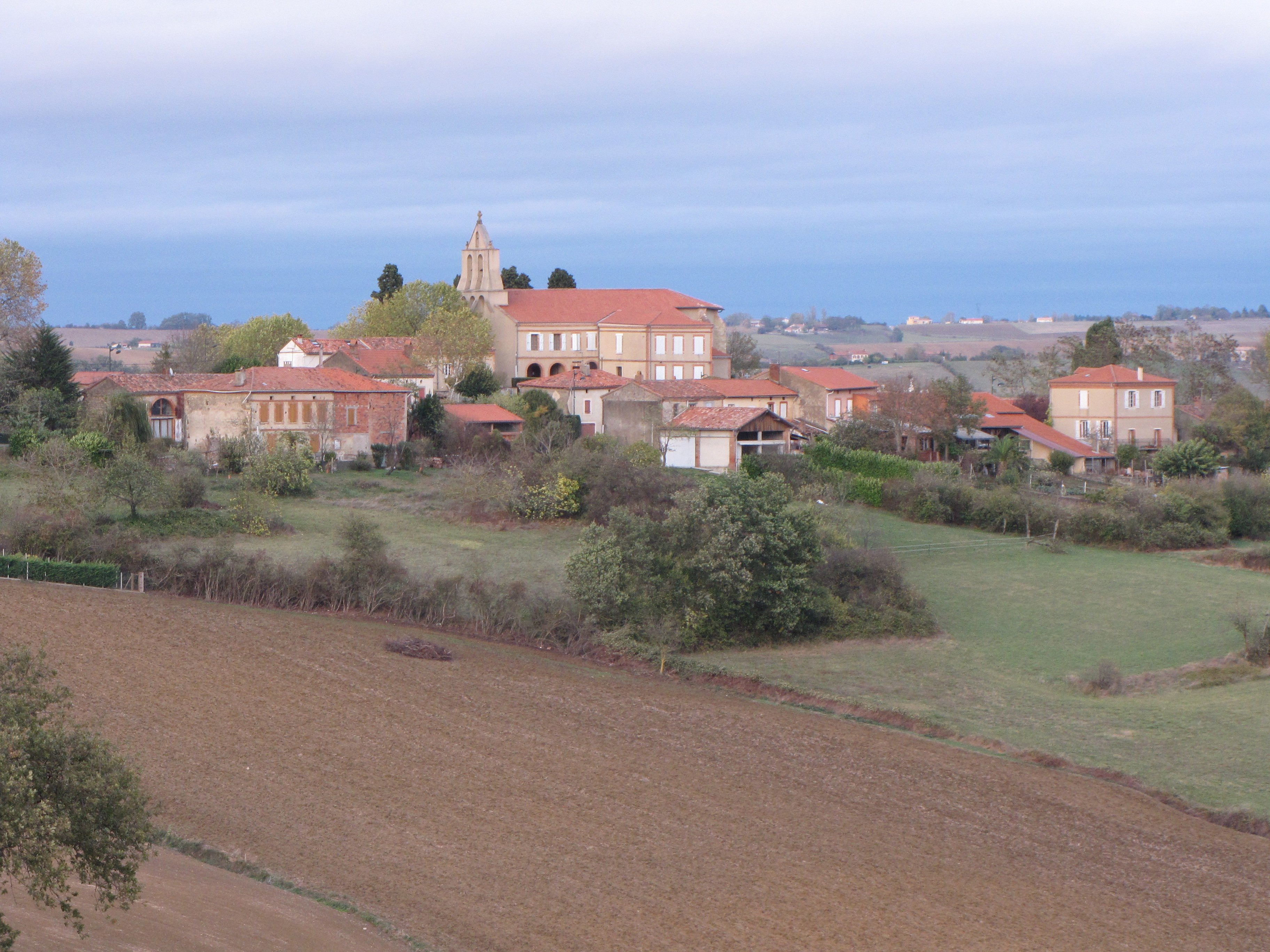
Kirche Saint-Sébastien
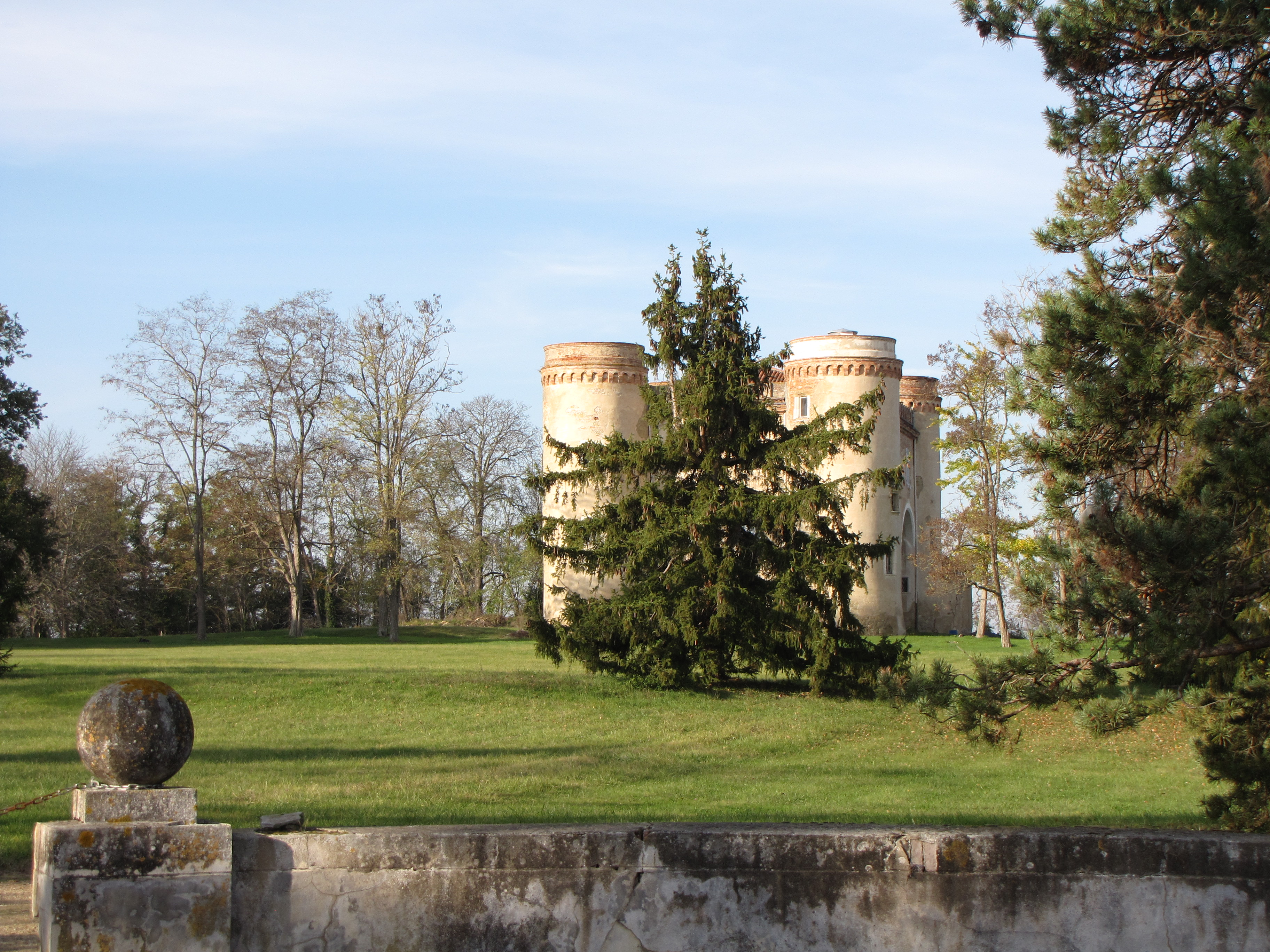
Schloss Castagnac

## Wirtschaft
Es gibt eine Ziegelei vor Ort und eine Anlage zur Trocknung und Weiterverarbeitung von Luzerne als Viehfutter. Weitere Erwerbszweige der Castagnacois sind Landwirtschaft (Weinbau, Viehzucht) und Tourismus.